# Woldemar Kaden
Woldemar Kaden (født 9. februar 1838 i Dresden, død 26. juli 1907 i München) var en tysk forfatter.
Kaden var 1867—73 bestyrer af den tyske skole i Neapel, og i 1876—82 var han professor i tysk ved det filologiske gymnasium sammesteds. I sine novellistiske skrifter skildrer han i en tiltalende og livlig stil Italiens natur og folkeliv.
Blandt hans værker er de mere berømte Wandertage in Italien (1874), Italiens Wunderhorn (folkeviser, 1878), Unter den Olivenbäumen, süditalische Volksmärchen (1880), Skizzen und Kulturbilder aus Italien (1882, 2. oplag 1889), Neue Welschlandsbilder und Historien (1887); desuden har han skrevet Durch Schweizerland (1895) samt teksten til pragtværket Das Schweizerland (1887) og nogle rejsebøger, som Die Riviera (2. oplag 1891).